# Aidi
Aidi (Aïdi) är en hundras från Nordafrika med Marocko som hemland. Den är framförallt berbernas hund och används som vakthund, gårdshund och boskapsvaktare för flockar av getter och får. Aidin används aldrig som traditionell vallhund, dess uppgift är att vakta. Den besitter också jaktförmåga och har god vittring.

## Historia
Aidins ursprungsområde är Atlasbergen som sträcker sig genom Marocko, norra Algeriet och Tunisien, samma område som berberna lever i. Där skall den ha funnits i århundraden. Det finns spekulationer om dess ursprung är bergshundar från Iberiska halvön eller den afrikanska pariahunden. En första rasstandard antogs 1963 under namnet Atlas Sheepdog, rasen fick sitt nuvarande namn 1969.

## Egenskaper
Aidin är energisk och mycket beskyddande och är en skarp vakthund. Den är en kraftfull hund som också är smidig, alert och redo för handling. Aidin är en känslig ras och bör få mild men samtidigt bestämd träning. I hemlandet används den som polishund. Den lär även användas som jakthund i par med sloughin, som jagar ner bytesdjur som aidin har hittat genom vittring.

## Utseende
En aidi är 51–63 cm hög och väger runt 25 kg. Aidins smala, muskulösa kropp skyddas av en grov, tjock, vädertålig päls med en tung befjädrad svans. Huvudet är björnlikt. Rasen har ett avsmalnande nosparti med svart eller brun nostryffel som vanligtvis matchar pälsen. Dess käkar är starka med spända svarta eller bruna läppar. De medelstora öronen är spetsade framåt och något vinklade. Ögonen har en mörk färg och mörka kanter. Pälsfärgen kan vara vit, svart, svart och vit, ljusröd eller gulbrun.